# フランクリン・M・フィッシャー
フランクリン・マーヴィン・フィッシャー （Franklin Marvin Fisher、1934年12月13日-2019年4月29日）は、アメリカ合衆国の経済学者。1960年から2004年までマサチューセッツ工科大学で経済学を教えていた。

## 経歴
フィッシャーはハーバード大学に通うと、そこで1955年にファイ・ベータ・カッパ入りを果たし、1956年に学士号（スンマ・クム・ラウデ）を取得、1957年に経済学の修士号を、そして1960年に同博士号をハーバード大学から取得した。彼の博士論文タイトルは「アプリオリ情報と時系列分析(A Priori Information and Time Series Analysis)」だった。
フィッシャーは1958年にエレン・パラダイス・フィッシャーと結婚。彼らには3人の子供と8人の孫がいた。
彼は1956年から1957年までハーバード大学でティーチング・フェローになり、以下ハーバード大学フェロー協会のジュニアフェロー(1957-59)、シカゴ大学で経済学の助教授(1959-60)、マサチューセッツ工科大学(MIT)で経済学の助教授(1960-62)、同じくMITで経済学の准教授(1962-65)、そして1965年から2004年まではMITの経済学教授だった。以後、彼はMITでミクロ経済学の名誉教授となった。1989年より彼は全米経済研究所の所長を務めた。
経済学におけるフィッシャーの専門分野は、産業組織論、ミクロ経済学、計量経済学である。彼は反トラスト経済学の分野で幅広く執筆している。彼は長年にわたり、反トラスト、契約紛争、査定評価、損害賠償、商標権侵害に関連する事案の専門家証人を務めてきた。彼は米国司法省との反トラスト法争議におけるIBM側のチーフ経済専門家証人であり、同訴訟は13年後の1982年に政府が取り下げた。アメリカ合衆国対マイクロソフト (United States v. Microsoft Corp.) の訴訟では、彼は米国司法省を代表して同様の役割を果たした。
2019年4月29日、フィッシャーはアルツハイマー病の合併症により死去、享年84歳だった。

## 出版物
フィッシャーは、数百に及ぶ学術論文や多くの書籍の著者あるいは共著者である。彼は反トラスト問題を扱った書籍を執筆した。1983年、彼は『Folded、Spindled、Mutilated：Economic Analysis and U.S. vs. IBM』を共著。この本は米国対IBMの反トラスト法訴訟に関するもので、同事案でフィッシャーは弁護を行う経済専門家の第一人者だった。1985年、彼は『Antitrust and Regulation: Essays in Memory of John J. McGowan』を編纂し、これには反トラスト法と規制の重要な側面に対処する経済学者と弁護士による独自の小論が含まれている。
彼は一般均衡と非均衡(disequilibria）の経済理論に関する計量経済学会後援のモノグラフを執筆した。
- (1983). Disequilibrium foundations of equilibrium economics. Econometric Society Monographs (1989 paperback ed.). New York: Cambridge University Press. pp. 248. ISBN 978-0-521-37856-7

## 栄誉
フィッシャーは1973年にジョン・ベイツ・クラーク賞を受賞した。1963年より彼は計量経済学会のフェローであり、1968年から1977年にかけてはその学会誌『Econometrica』の編集者だった。1979年に彼は計量経済学会の会長となった。また彼はアメリカ経済学会の会員でもあった。1969年より彼はアメリカ芸術科学アカデミーのフェローを務めた。